# Nume proprii japoneze

Nume japonez scris vertical: Yamada (numele de familie) Tarō (numele mic)

Numele proprii japoneze prezintă deseori o problemă deoarece practic toate semnele kanji folosite pentru nume au o multitudine de pronunții (pronunții „chinezești” on-yomi și pronunții „japoneze” kun-yomi). În plus, deoarece majoritatea numelor se scriu cu două sau mai multe semne kanji, este practic imposibil să fii sigur de pronunția combinată corectă fără a avea cunoștințe personale. Pe de altă parte, aceleași elemente ale unui nume pot fi scrise cu mai multe semne care se citesc toate la fel. De exemplu, elementul „-nori” dintr-un nume (de exemplu, Takanori) poate fi scris cu 225 de semne kanji diferite care toate pot fi pronunțate și „-nori”.
Dar unele semne kanji și unele pronunții sunt mai des întâlnite în nume decît altele, așa încât se poate ghici o probabilă pronunție a numelui.
Numărul semnelor kanji care pot fi folosite pentru nume de persoane (jinmeiyō kanji) este stabilit de lege. Acestei liste îi sunt adăugate mereu noi semne, în 2009 fiind 985. [dead link]

## Nume de persoane
În cutuma japoneză, numele de familie vine înaintea numelui mic (ca și în limba maghiară sau coreeană, de exemplu). Oficial, japonezii pot avea un singur nume de familie și un singur nume mic.
În limbajul politicos se folosesc sufixe de politețe după numele de familie, -san (Domnul, Doamna, Domnișoara) sau -sensei (Doctorul, Profesorul) după numele de familie. Astfel, Yamada san înseamnă „Domnul Yamada”, „Doamna Yamada” sau „Domnișoara Yamada”, iar Yamada sensei înseamnă „Doctorul Yamada” sau „Profesorul Yamada” (sau într-un sens mai larg, „Domnul Yamada, pe care îl respect foarte mult”). Forma politicoasă a sufixului -san este -sama (folosit pe plicuri după numele adresantului, de exemplu).
Ca sufix afectiv -chan este folosit după numele fetițelor (uneori și al băieților) și -kun după cel al băieților (în glumă, și unele fetițe se strigă între ele folosind acest sufix). Astfel, Maria chan este oarecum similar cu modul afectuos de a chema pe cineva care se numește „Maria” drept „Măricica” în România.

## Nume de grup
Până la sfârșitul secolului al VIII-lea, existau două tipuri principale de nume de familie, anume uji (care indica clanul) și kabane (care indica titluri de nobilitate ereditare date individual). Numele kabane era folosit între numele uji și numele mic. De exemplu, Nakatomi no Muraji Kamako, însemna că un anumit Kamako (numele mic) al clanului Nakatomi primise titlul nobiliar Muraji.
În timpul perioadei Heian (794- 1185), nume de clanuri precum Taira, Fujiwara sau Minamoto, care erau legate de familia imperială, crescuseră în așa fel încât a fost nevoie de o subdiviziune. Astfel, ei au început să-și dea alte nume care combinau numele original cu locul unde locuiau. Un nume de familie foarte comun astăzi, Itō (伊藤), combină 伊 (care este primul semn kanji al numelui cu care se scrie Peninsula Izu) și 藤 (o citire alternativă a semnului fuji din numele Fujiwara). 
Până în 1870, cu puține excepții, doar clasele superioare aveau dreptul să folosească nume de familie, cetățenii de rând folosind doar numele mic sau numele mic în combinație cu un prefix care indica locația sau profesiunea.
Din 1875 numele de familie sunt obligatorii. 
Printre numele de familie cele mai frecvente sunt: Satō, Suzuki, Tanaka, Yamamoto, Watanabe, Kobayashi, Saitō, Itō și Takahashi. [deadlink]

## Nume personale
Ca și în multe alte societăți, în Japonia veche se evita pe cât posibil folosirea numelui partenerului de conversație, preferându-se folosirea folosirea titlurilor sau alți termeni indirecți. La curtea imperială veche, dacă un bărbat întreba o femeie să-i spună numele, echivala cu o cerere în căsătorie, iar dacă ea îi spunea numele echivala cu o acceptare a cererii în căsătorie. De aceea, femeile de la curtea imperială foloseau ca nume titlurile neamurilor masculine.
Chiar și în ziua de astăzi numele mic al Împăratului Japoniei nu este niciodată folosit.
Alegerea numelor mici depinde de o serie de factori, de exemplu al câtelea copil este, numărul liniilor semnelor kanji care vor fi folosite pentru nume etc. Dar în majoritatea cazurilor semnele kanji se aleg pentru sensul lor de bun augur sau al asocierii lor favorabile.
Pentru numele proprii pot fi folosite semnele jōyõ kanji (semnele kanji pe care le învață copii japonezi în timpul învățământului obligatorieu de 9 ani) și cele 985 de semne jinmeiyō kanji (semne în plus, care pot fi folosite pentru nume).

## Nume masculine
Până în secolul al VIII-lea, numele masculine se terminau de obicei în -ko sau -maro, după care numele formate din două semne kanji pronunțate cu patru silabe (exemplu, Michi-naga) sau un semn kanji pronunțat cu trei silabe (exemplu, Susumu) au devenit modă.
Totodată, se dădeau deseori nume care să arate o legătură între oameni. De exemplu, se folosea același semn kanji ca parte a unui nume a fraților, sau fiul folosea unul din semnele kanji ale numelui tatălui. 
În lumea artelor, un artist dădea (și practica continuă și în zilele noastre) voie unui discipol să folosească un semn kanji din numele său ca semn de apreciere. 
În Japonia premodernă, bărbații din clasele superioare aveau o serie de nume:
- yōmyō sau dōmyō („nume de copil”), care se termina deseori în -waka, -maro, -maru. Acest nume îl folosea cam până la vârsta de 15 ani. Cei din clasele inferioare le foloseau toată viața.

- tsũshō (sau yobina sau zokumyō sau kenmyō) Acest nume era dat cam la vârsta de 15 ani, împreună cu numele jitsumyō, și era numele sub care era cunoscut tânărul de atunci înainte. Unele dintre aceste nume foloseau prefixe pentru a indica conexiunea cu un clan (de exemplu, Heitarō însemna „Tarō din clanul Heike”).

- jitsumyō (sau nanori) era numele real. Includea numele clanului, de exemplu Minamoto no Yoritomo, adică „Yoritomo din clanul Minamoto”).

La moartea unui demnitar, numele jitsumyō era folosit ca nume postum.
În lumea artelor (kabuki etc.) există și așa-numite yagō („nume de casă”) care sunt diferite de numele de familie al actorilor, și pe care fanii le strigă din sală în timpul spectacolelor.

### Nume budiste
La trecerea în rândul călugărilor budiști, se primește un nume nou, hõmyō. Tot așa se numește și numele postum al unei persoane de rând, primit în schimbul unei plăți făcute templului.

## Nume postume al împăraților
Numele postume ale împăraților se numesc teigō. După moartea Împăratului Meji în 1912, numele teigō este numele erei în care împăratul a domnit. Astfel, Împăratul care era cunoscut ca Hirohito (1901-1989) când era în viață, este acum cunoscut ca „Împăratul Shōwa”.

### Pseudonime artistice
Unii artiști plastici sau scriitori folosesc uneori așa-numite nume gō („pseudonim”) sau gagō („pseudonim elegant”). Hokusai a folosit peste 30 de astfel de pseudonime.
Poeții haiku folosesc uneori nume numite haimyō, iar cei din lumea entertainment folosesc nume geimei. de exemplu numele geimei al regizorului Takeshi Kitano este Beat Takeshi.

## Nume feminine
Înainte de secolul al IX-lea, majoritatea numelor feminine se pare că se terminau în -me, -iratsume sau -toji. Mai târziu, femeile de le curtea imperială foloseau un semn kanji urmat de sufixul -ko („copil”), de exemplu Sadako.
Femeile din clasele inferioare nu foloseau niciodată acest sufix, dar din secolul al XVI-lea au început să folosească prefizul O- (de exemplu, Oichi).
În perioada Edo (1603-1868) au fost la modă nume feminine formate din două silabe scrise numai cu semne kana. 
După Reformarea Meiji (1868) sufixul aristocratic -ko a devenit atât de popular încât în 1935 ca. 80% din fete îl purtau în numele propriu.

## Denumiri geografice
Numele de origine geografică se referă, cum este de așteptat, la râuri, munți, văi, câmpii etc. Hiroshima, de exemplu, înseamnă „insula mare”, iar Takayama „muntele înalt”.
În partea de nord a Japoniei sunt multe nume geografice cu etimologie ainu, în special cele care se termină în -betsu (de exemplu, Monbetsu) sau -nai (de exemplu, Wakkanai).